# Chromosoom 1
Chromosoom 1 is een chromosoom in het menselijk lichaam dat ongeveer 245 miljoen basenparen DNA bevat. Het staat voor 7,25 tot 8 procent van het totale DNA in cellen.
Op chromosoom 1 bevinden zich naar wordt aangenomen anno 2008 ongeveer 131 genen die de oorzaak van een ziekte kunnen vormen.

## Te herleiden aandoeningen
Aanleg voor onder meer de volgende aandoeningen is te herleiden tot een fout (een verkeerde structuur of aantal basenparen) op chromosoom 1:
- 1q21.1-deletiesyndroom
- 1q21.1-duplicatiesyndroom
- aangeboren staar
- een vorm van huidkanker (melanoom)
- doofheid
- ziekte van Gaucher
- darmkanker
- het syndroom van Muckle-Wells
- twee vormen van prostaatkanker
- een milde vorm van het syndroom van Usher
- een vroegtijdige vorm van de ziekte van Alzheimer
- TAR-syndroom
- syndroom van Skraban-Deardorff

1 ·
2 ·
3 ·
4 ·
5 ·
6 ·
7 ·
8 ·
9 ·
10 ·
11 ·
12 ·
13 ·
14 ·
15 ·
16 ·
17 ·
18 ·
19 ·
20 ·
21 ·
22 ·
X ·
Y